# 爺ヶ岳
爺ヶ岳（じいがたけ）は、富山県中新川郡立山町と長野県大町市にまたがる、飛騨山脈（北アルプス）・後立山連峰南部の標高2,670 mの山。山名は長野県側では「じいがたけ」と頭高型アクセントで発音される。また栂山・栂谷ノ峯・後立山・五六ヶ岳・爺岳・爺子岳の別称を持つ。

## 概要
北峰（標高2,630 m）・本峰（中央峰）・南峰（標高2,660 m）の3峰からなり、女性的な山容である。南下してきた稜線は、ここで西に向きを変えている。南峰と本峰の間の白沢の上部には、春に種蒔きをする老爺の雪形が見られ、農耕の目安に利用されてきた。この雪形が山名の由来である。
中部山岳国立公園内にあり、山頂部がその特別保護地区、東山腹の一部地域がその特別地域と普通地域に指定されている。さらに日本三百名山、新日本百名山、花の百名山の一つに選定されている。白沢天狗尾根の南東山腹には爺ヶ岳スキー場がある。

## 環境

### 地理

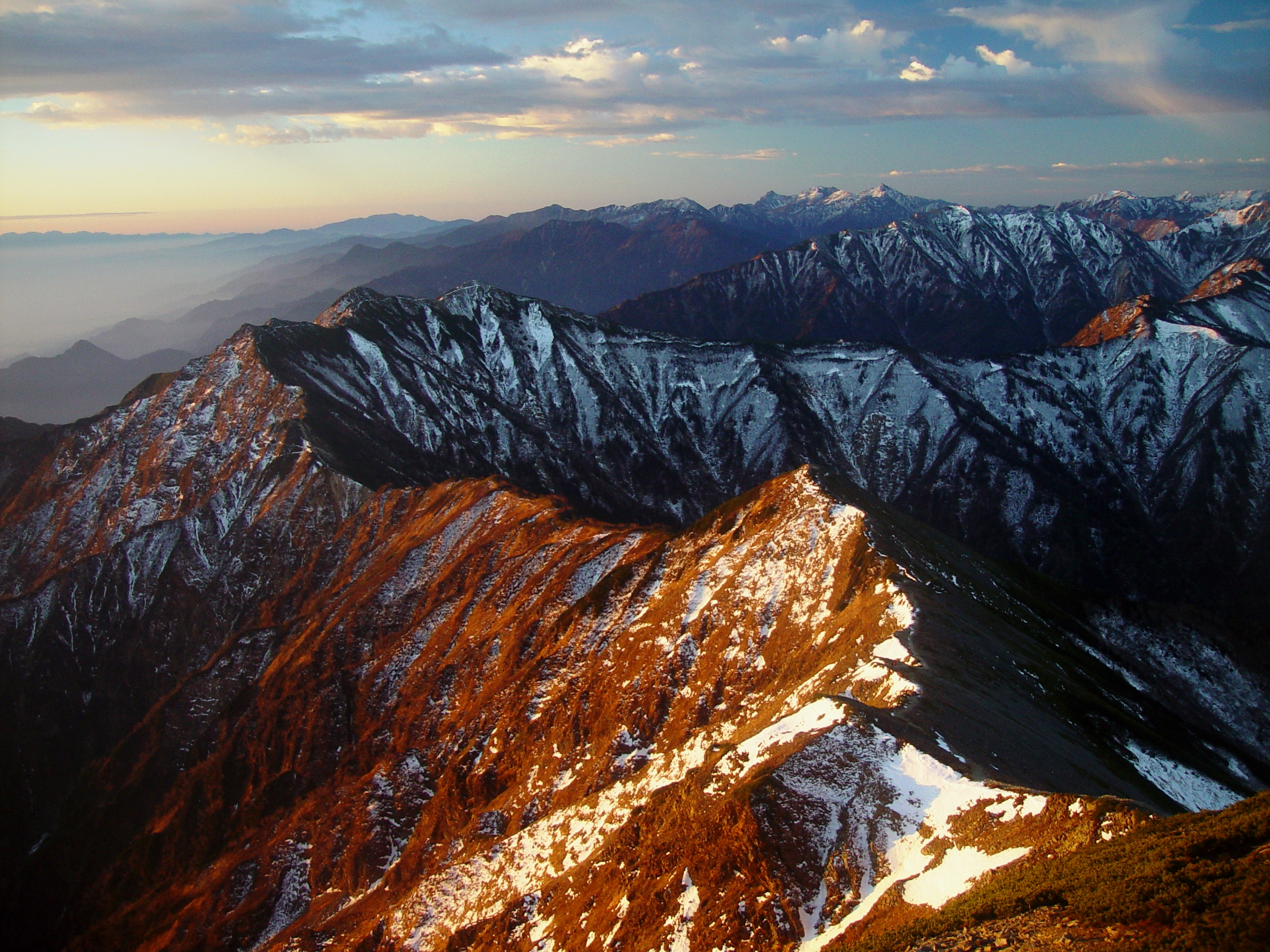
鹿島槍ヶ岳から布引山を経て爺ヶ岳へと延びる稜線、この山で西側に約90度向きを変える。中央最奥の槍ヶ岳と穂高岳へと飛騨山脈の稜線が連なる

飛騨山脈北部の後立山連峰の南部に位置し、鹿島槍ヶ岳方面の北側から南北に連なる稜線はこの山で西側に約90度向きを変え岩小屋沢岳へと連なる北峰の少し北側から信州方面に赤岩尾根が延び、北峰からは冷尾根、本峰からは南東に尾根が伸び東尾根と白沢天狗尾根に分岐する。南峰からは南尾根が延びる。北側の布引山との鞍部には冷池、西側の岩小屋沢岳との鞍部には種池のごく小さな池がある。

### 地質
山体は約160万年前に発生した噴火による溶結凝灰岩（大峰火砕流）などで構成される。南峰の西側には3本の線状凹地があり、多重稜線となっている。

### 植物相
その周辺には「種池」と呼ばれる池塘があり、クロサンショウウオやルリボシヤンマなどが生息する。山頂部は森林限界の高山帯であり、ハイマツやウサギギク、カライトソウ、コバイケイソウ、コマクサ、トウヤクリンドウ、チングルマ、ミヤマリンドウなどの高山植物が自生している。中腹の亜高山帯にはコメツガ、オオシラビソ、クロベなどの針葉樹や、ダケカンバ、ハンノキなどの落葉広葉樹が分布している。ニホンカモシカ、ホンドギツネ、ホンドテン、イワヒバリ、ホシガラス、ライチョウ、コマドリ、ミヤマモンキチョウなどが生息している。

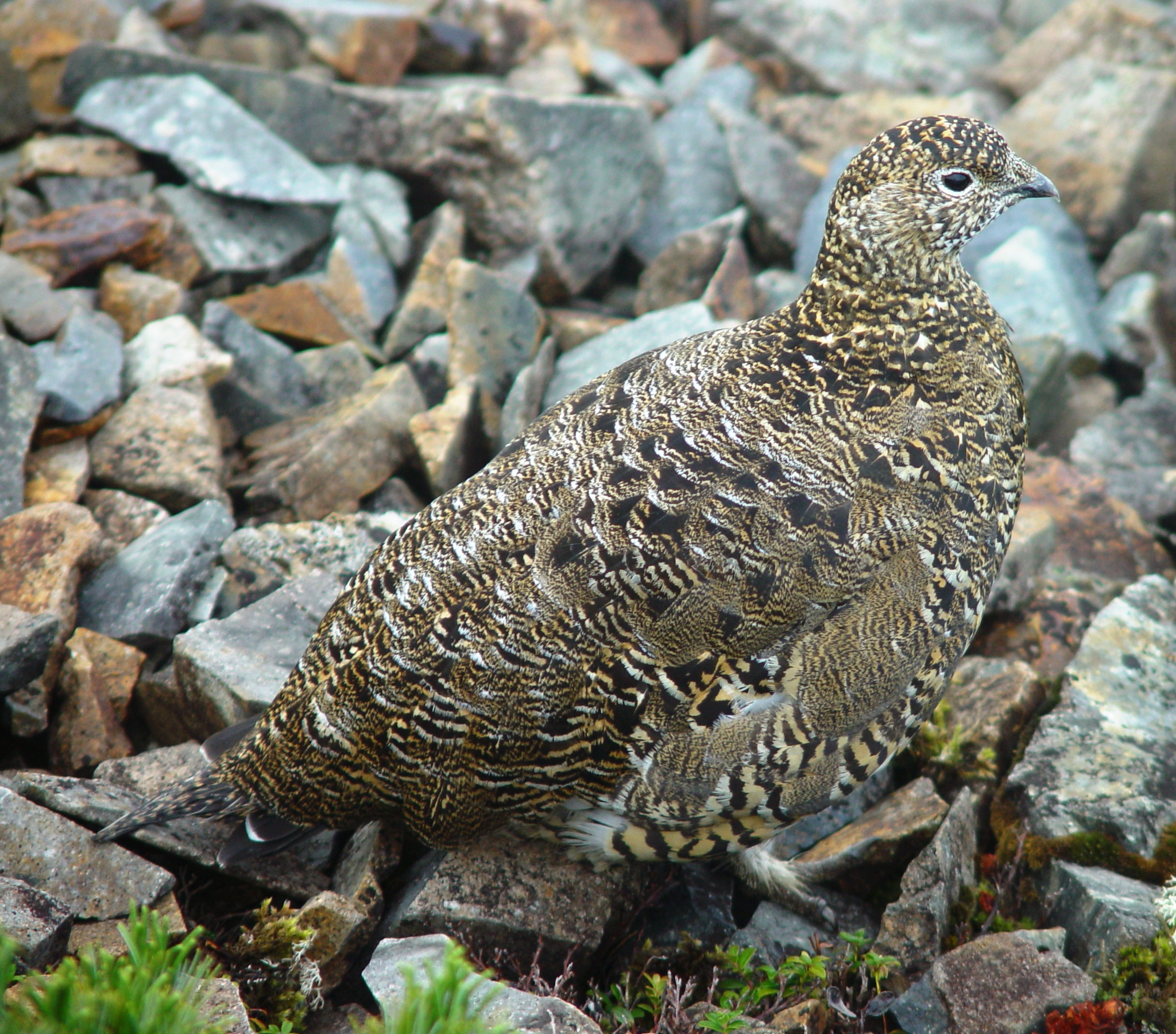
ライチョウ（夏羽のメス）
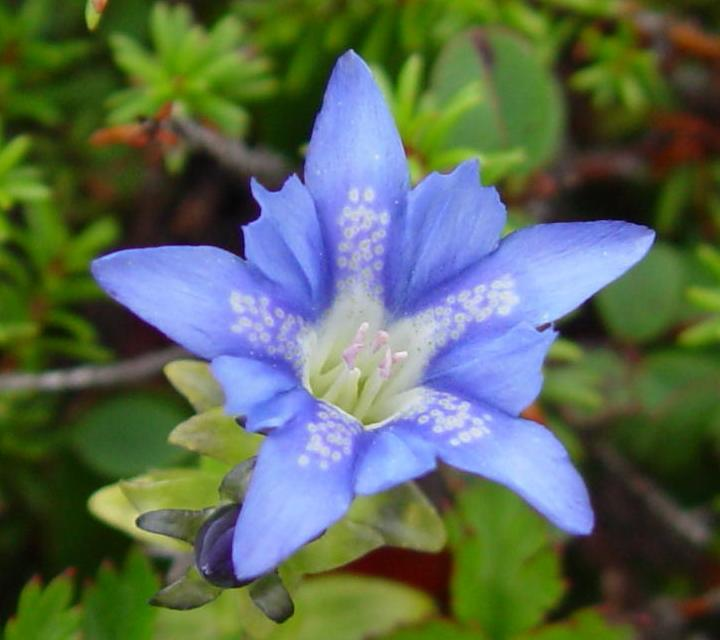
ミヤマリンドウ
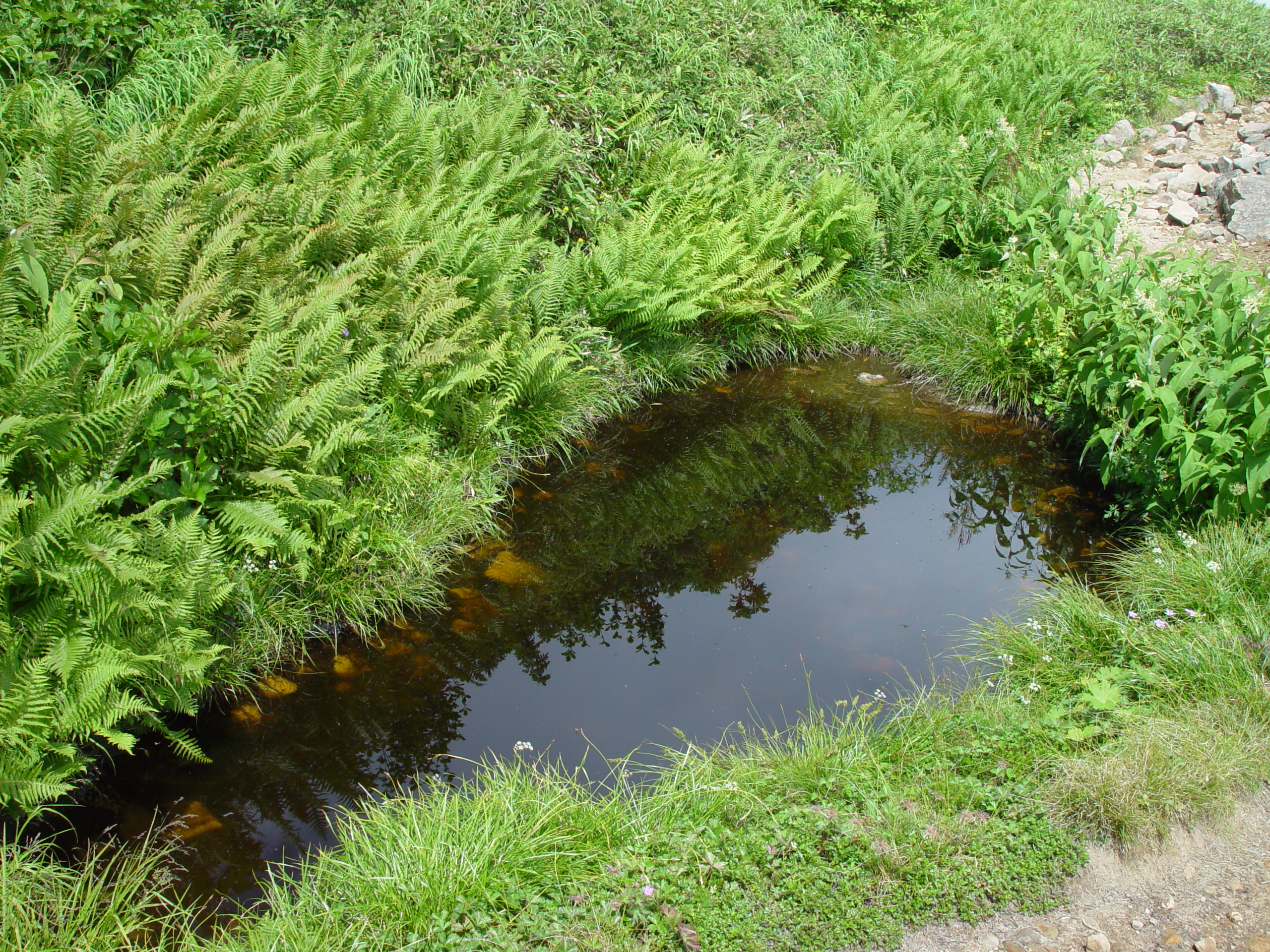
冷池
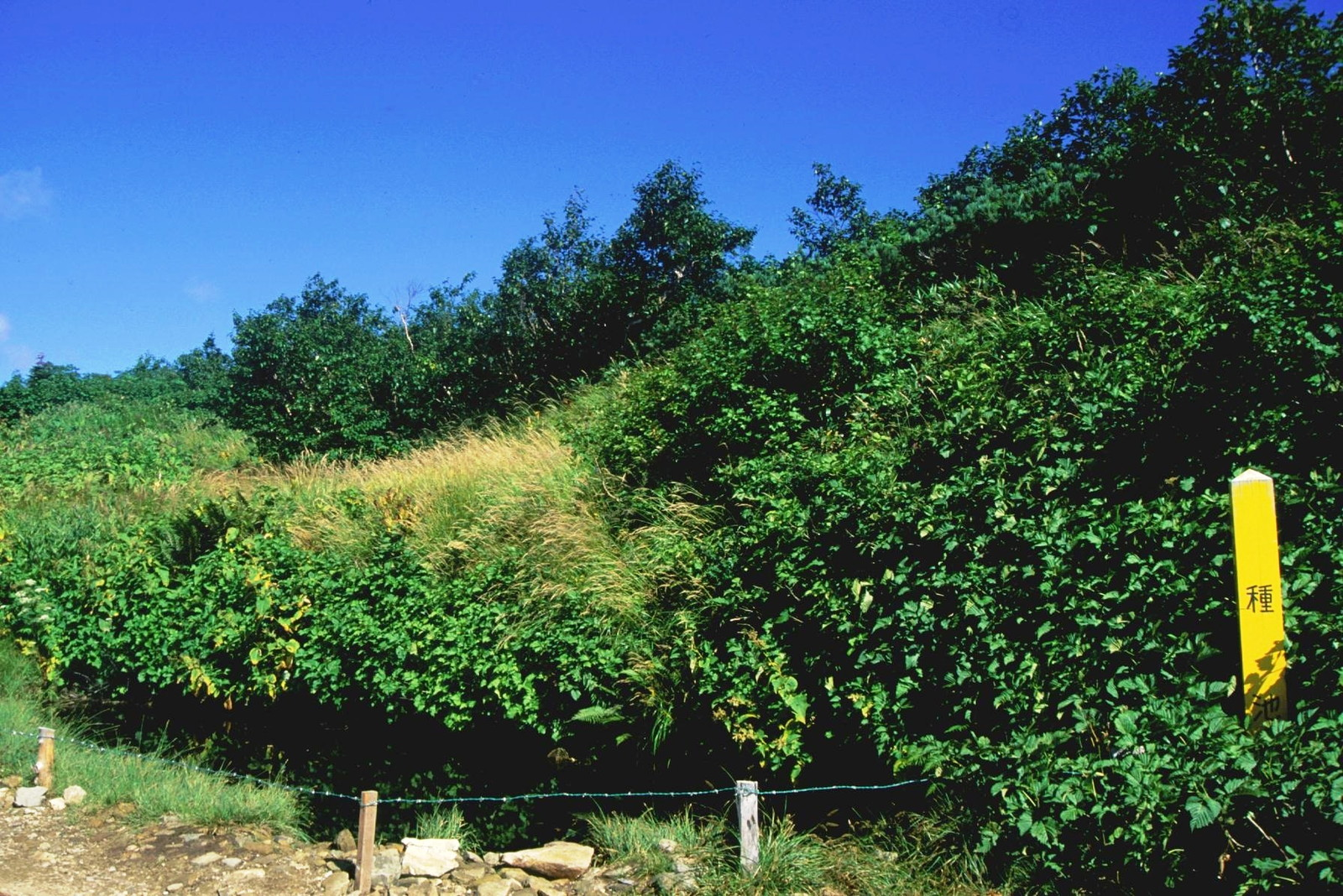
種池

### 周辺の山
後立山連峰の西側には黒部川を挟んで剱岳や立山などの立山連峰が対峙し、両者は南側へ稜線が延び三俣蓮華岳で合流する。
| 山容                                                     | 山名       | 標高 (m) | 三角点等級 基準点名                  | 爺ヶ岳からの 方角と距離 (km) | 備考                            |
| -------------------------------------------------------- | ---------- | -------- | ------------------------------------ | ---------------------------- | ------------------------------- |
| 爺ヶ岳南峰から望む鹿島槍ヶ岳                             | 鹿島槍ヶ岳 | 2,889.08 | 二等「鹿島入」                       | 北 4.0                       | 日本百名山 針ノ木小屋           |
| 爺ヶ岳方面から望む布引山（左）と鹿島槍ヶ岳（右、双耳峰） | 布引山     | 2,683    |                                      | 北 3.1                       |                                 |
| 南峰から望む爺ヶ岳本峰                                   | 爺ヶ岳     | 2,669.82 | 二等「祖父岳」                       | 0                            | 日本三百名山 種池山荘・冷池山荘 |
| 種池山荘から方面望む岩小沢岳                             | 岩小屋沢岳 | 2,630.32 | 三等「西岳」                         | 西南西 3.6                   |                                 |
| 岩小沢岳から望む鳴沢岳                                   | 鳴沢岳     | 2,641    |                                      | 西南西 5.4                   | 新越山荘                        |
| 種池山荘から望む蓮華岳（左）と針ノ木岳（右）             | 蓮華岳     | 2,798.61 | 二等「蓮華岳」                       | 南南西 6.9                   | 日本三百名山 コマクサ群生地     |
| 爺ヶ岳方面から望む針ノ木岳と針ノ木雪渓                   | 針ノ木岳   | 2,820.60 | 三等「野口」                         | 南西 8.1                     | 日本二百名山 針ノ木小屋         |
| 爺ヶ岳から望む立山                                       | 立山       | 3,015    | （雄山 2,991.59 m） （一等「立山」） | 西 11.8                      | 富山県の最高峰 日本百名山       |

### 周辺の峠
- 冷乗越 - 布引山との鞍部
- 棒小屋乗越 - 岩小屋沢岳との鞍部
- 新越乗越 - 鳴沢岳と赤沢岳との鞍部、標高2,462 m。山頂の4.8 km西南西に位置する。
- 針ノ木峠 - 針ノ木岳と蓮華岳との鞍部、標高2,536 m。山頂の7.6 km南西に位置する。

### 源流の河川
以下が源流となる河川で、日本海へ流れる。
- 棒小屋沢 - 黒部川の支流
- 大冷沢、小冷沢、矢沢 - 鹿島川の支流（信濃川水系高瀬川の支流）
- 扇沢、白沢 - 篭川の支流（高瀬川の支流）

### 爺ヶ岳の風景

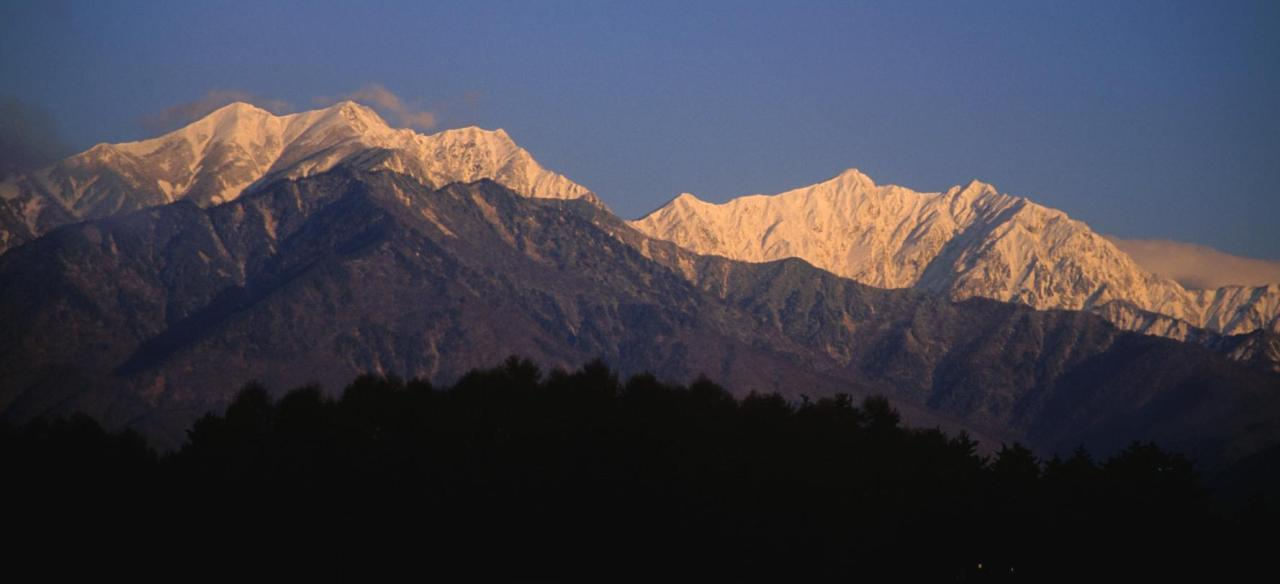
大町市街から望む爺ヶ岳と鹿島槍ヶ岳
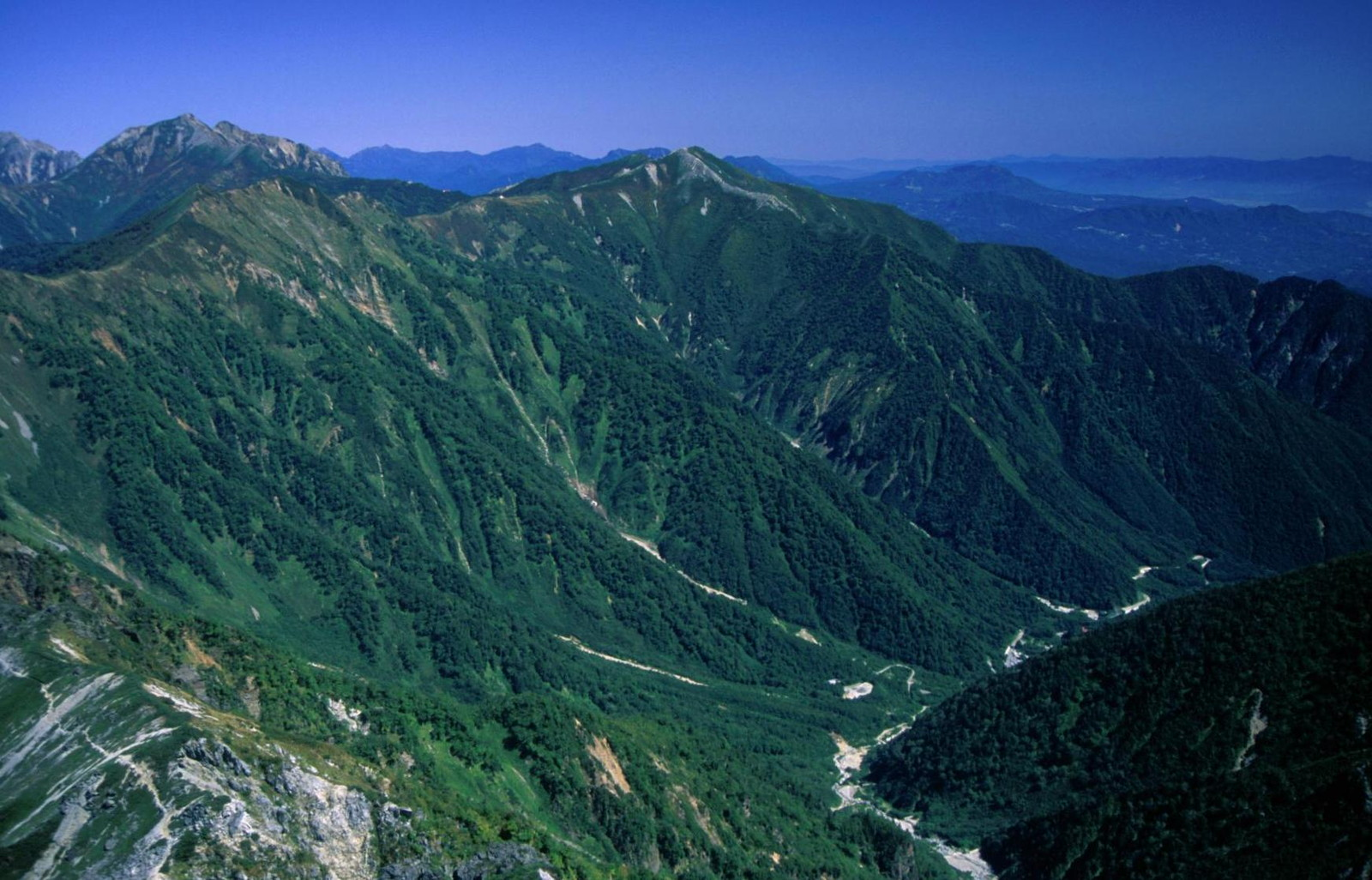
針ノ木岳から望む爺ヶ岳
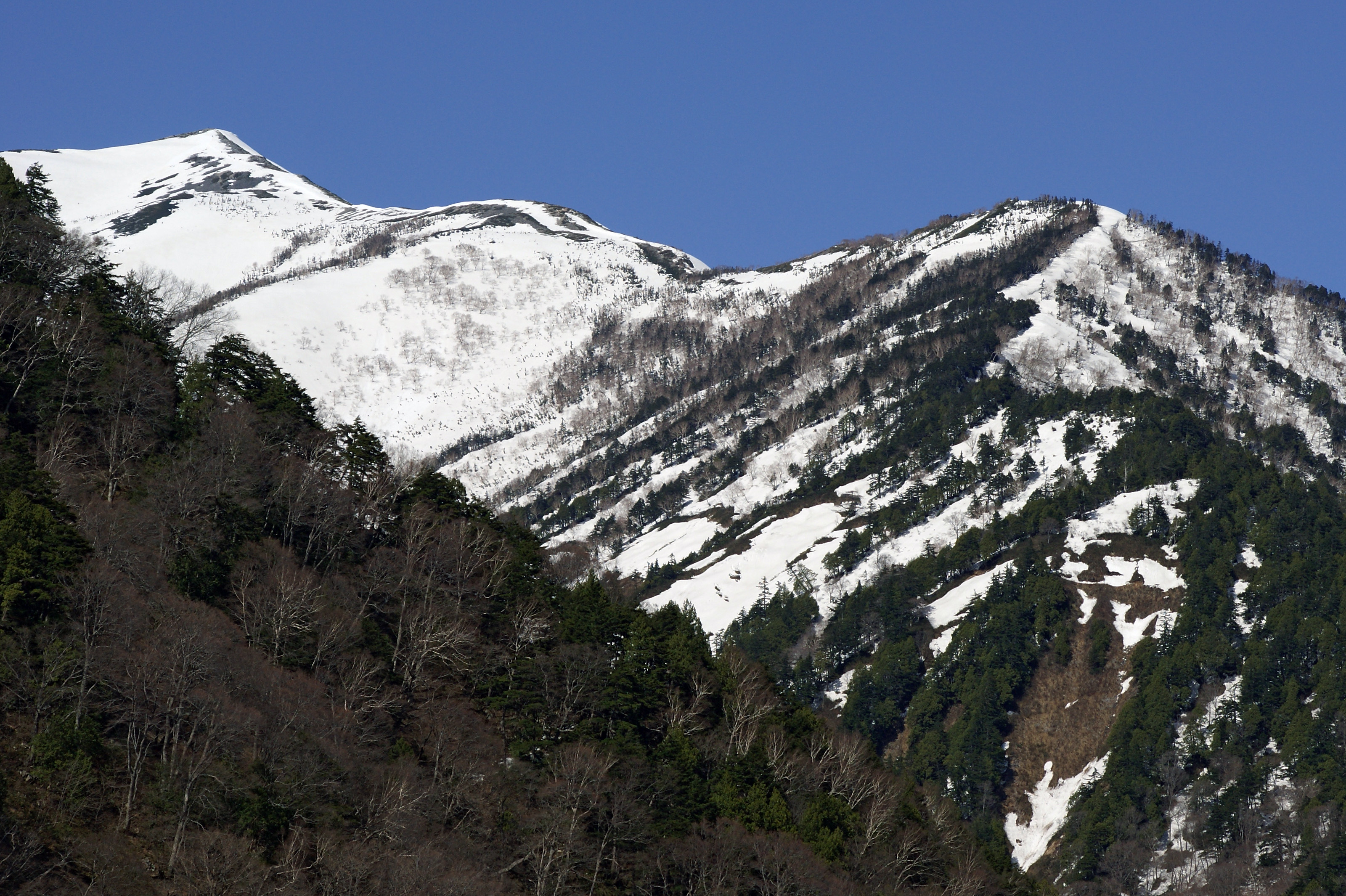
扇沢から望む南尾根、左のピークが南峰
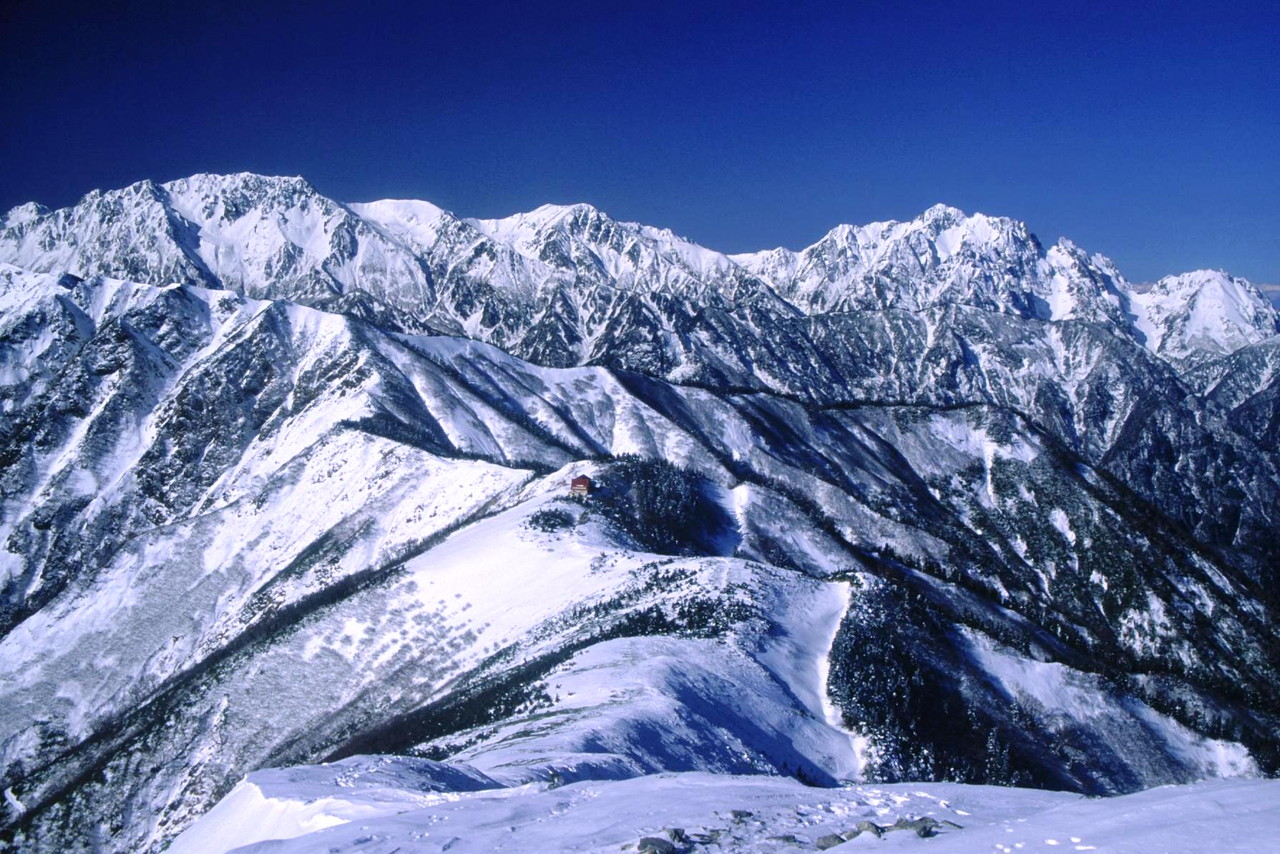
爺ヶ岳から望む立山連峰

## 登山

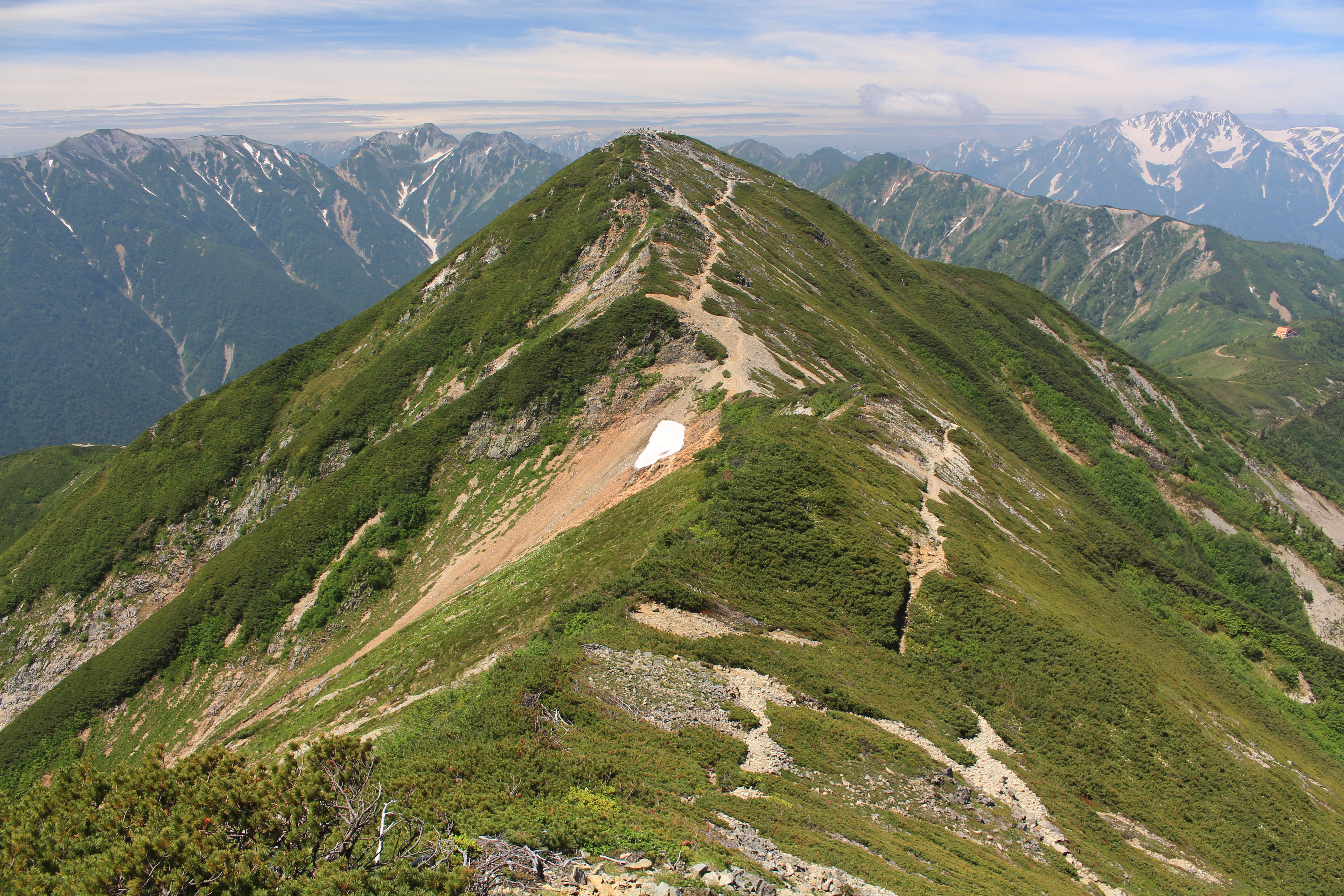
爺ヶ岳本峰から望む南峰、富山県側の巻道がある

### 登山ルート
扇沢駅からの柏原新道と、赤岩尾根からの登山道の2ルートがある。後立山連峰縦走時に登頂されることもある。本峰と南峰の巻道が縦走路の富山県側にある。積雪期には、東尾根が利用されることがある。白沢天狗尾根と扇沢にかつてあった登山道は廃道となった。「柏原新道」は、周辺の種池山荘の運営管理をしていた開拓者の柏原正泰にちなんだものである。1964年（昭和39年）頃から3年程柏原が測量しルートの選定がなされ、大町市当局から建設業者に発注された工事であったが、3年間で1,500 mほどの山道がつけられた程度だった。柏原はこれに業を煮やして、自らの手で残りの4,800 mの部分を含め1年間で扇沢から種池山荘までのルートを完成させた。
学校集団登山 - 夏休みに池田町立高瀬中学校などの中学生の授業の一環として行う「学校集団登山」が柏原新道を利用して賑わっている。
- 柏原新道：柏原新道登山口 - ケルン - 種池山荘 - 南峰 - 爺ヶ岳
- 赤岩尾根：大谷原 - 西俣出合 - 高千穂平 - 冷乗越 - （北峰） - 爺ヶ岳
- 後立山連峰縦走路
  - 北側の主稜線からのルート （親不知が起点となる）白馬岳 - 不帰嶮 - 唐松岳 - 五竜岳  - 鹿島槍ヶ岳 - 布引山 - 冷池山荘 - （北峰） - 爺ヶ岳
  - 南側へ主稜線を歩くルート 爺ヶ岳 - （南峰） - 種池山荘 - 棒小屋乗越 - 岩小屋沢岳 - 新越山荘 - 鳴沢岳 - 赤沢岳 - スバリ岳 - 針ノ木岳  - 針ノ木峠（針ノ木小屋）（裏銀座方面へ北アルプス主稜線の縦走路は槍ヶ岳を経由して焼岳へと続く）

### 周辺の山小屋
稜線の鞍部などの登山道には、山小屋とキャンプ指定地がある。登山シーズン中の一部期間に有人の営業を行っている。最寄りの山小屋は種池山荘と冷池山荘で、登山口周辺の扇沢駅には一般の宿泊施設がある。積雪量の多い地域であり、営業期間外には閉鎖される。
- 冷池山荘、種池山荘の各テント場は、週末等の完全予約必要日に張り数を適正数にするために、特定日は予約制である。
  - 白馬岳方面で冷池山荘の次のテント指定地は五竜山荘である。キレット小屋にはテント場はない[20]。
  - 針ノ木岳方面で種池山荘の次のテント指定地は針ノ木小屋である。新越山荘にはテント場はない。

| 名称     | 所在地                     | 標高 (m) | 爺ヶ岳からの 方角と距離 (km) | 収容 人数 | キャンプ指定地                     | 備考                  |
| -------- | -------------------------- | -------- | ---------------------------- | --------- | ---------------------------------- | --------------------- |
| 冷池山荘 | 布引山と爺ヶ岳との鞍部     | 2,410    | 北 1.7                       | 250       | テント40張 冷池山荘から北に約250 m | 1929年開業 夏山診療所 |
| 種池山荘 | 岩小屋沢岳と爺ヶ岳との鞍部 | 2,450    | 西 1.4                       | 200       | テント20張 種池山荘から西に約100 m | 1919年建造            |
| 新越山荘 | 新越乗越の北東近傍         | 2,465    | 南西 4.7                     | 80        | なし                               | 1971年建造            |

#### 冷池山荘
（つめたいけさんそう）
- 歴史
  - 1929年（昭和4年）に「平村営冷池小屋」として開業した[14]。
  - 1931年（昭和6年）に、管理人であった荒井思衛ら2人が山中で滑落死する遭難事故が起き、翌年の秋には次の管理人であった吉田浦一郎も岩場で転落死した[14]。その後柏原長寿が村からの委託を受けて、借入制度のもと小屋の管理・運営を始めた。当時の小屋の賃料は年間130円だったとする説がある[14]。
  - 1943年（昭和18年）に柏原長寿が村から小屋を買い取った[14]。小屋での水は当初天水を利用していたが、1960年頃から設置された発電機により富山県側の棒小屋沢の水源から水をポンプアップする給水設備が導入された[14][15]。
  - 1955年 - 1965年（昭和30年代）に登山者が増加し、鹿島槍ヶ岳に登頂する登山者で小屋が賑わい、収容しきれない客を小屋先にテントを設置して対応していた[14]。
  - 1963年（昭和38年）に、北アルプスの山小屋で初めてヘリコプターによる資材の運搬が行われ[3]、2階建ての本館が建造された[14]。
  - 1967年（昭和42年）に、鉄筋コンクリート構造の厨房の建物が併設され、冷池小屋から冷池山荘に改名された[14]。
  - 1976年（昭和51年）に、鉄骨構造の2階建ての新館が建造された[14]。
  - 1979年（昭和54年）に夏山診療所が開設された[14]。7月中旬から8月中旬にかけて、千葉大学医学部により運営が行われている[21]。

#### 種池山荘
- 歴史

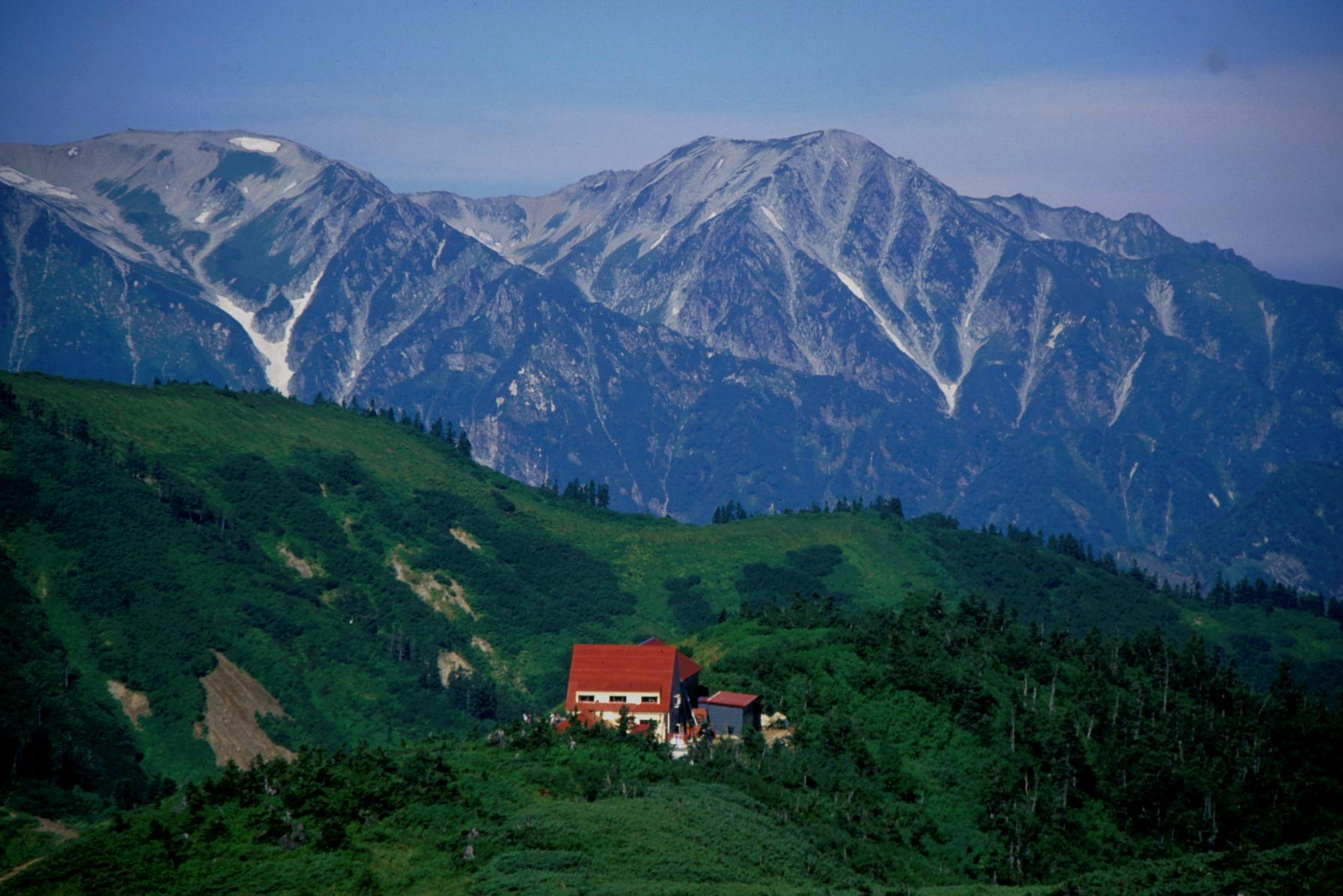
岩小屋沢岳と爺ヶ岳との鞍部にある種池山荘と立山連峰の別山

  - 1919年（大正8年）に当時の平村により、2間9尺の石室の種池小屋が建造された[14]。柏原長寿が村からの委託を受けて、小屋の管理を行っていた[14]。
  - 1930年（昭和5年）に木造小屋に建て替えられたが、この年の冬に積雪のため倒壊した[14][15]。その後も積雪により小屋が押しつぶされることが何度もあり、登山シーズン後に小屋を解体し次の年の開業時に組み立てる方式とした時期もあった[15]。
  - 1940年（昭和15年）8月12日に久邇宮家彦王一行が、白馬岳から蓮華岳への縦走時、鹿島槍ヶ岳に登頂した後に種池山荘に宿泊した[14]。
  - 1943年（昭和18年）に柏原長寿が村から小屋を買い取り、戦後は娘婿の柏原正泰が小屋の管理を行った[14][15]。
  - 1959年（昭和34年）に伊勢湾台風により屋根が吹き飛ばされるほぼ全壊の被害を受け、翌年木造2階建ての旧館が再建された[14]。
  - 1968年（昭和43年）に、1階が鉄筋コンクリート構造、2-3階が鉄骨構造の頑丈な小屋に建て替えられ、種池小屋から種池山荘（たねいけさんそう）に改名された[14][15]。
  - 1971年（昭和46年）に当時の林野庁の要請を受けて、柏原正泰が岩小屋沢岳と鳴沢岳との鞍部に新越山荘を建造した[14]。
  - 1994年（平成6年）旧館が全面改築された[14]。

## 交通アクセス
南山麓の篭川左岸沿いに長野県道45号扇沢大町線が通り、立山黒部アルペンルートの関電トンネル電気バス扇沢駅の北東4.2 kmに位置する。
- 松本空港の北北西50 kmに位置する。
- JR東日本大糸線信濃大町駅の北西13.9 kmに位置する[5]。
- 長野自動車道安曇野インターチェンジの北北西35.7 kmに位置する。